# スモーカーズ国際航空
スモーカーズ国際航空 (Smoker's International Airways, SMINTAIR) は、イギリスのロンドンに本社をおいていた航空会社。旅客機内の全面禁煙が当然となりつつある中、喫煙席のみを設置し、喫煙者への便宜を図ることを目的としていた。
予定していた2008年3月の就航は、米国連邦航空局の認可がおりず、また、就航に必要な融資を受けられなかったため実現しなかった。

## 沿革
- 2005年4月、ヘビースモーカーであるドイツの実業家アレキサンダー・ショップマンにより、喫煙可能な航空会社の構想が立てられる。
- 2006年6月、2007年3月26日にデュッセルドルフ～成田間に就航させる計画が公表された[1]。
- 2006年9月下旬、運航認可申請を予定していた[2]。
- 2007年5月、中部国際空港への就航が認可された。
- 2007年6月、デュッセルドルフ国際空港への就航が認可された。
- 2008年3月、就航予定であったが、実現せず。

## 機内
機内にはファーストクラス30席、ビジネスクラス128席のみを設置し、ビジネス客の獲得を狙っていため、エコノミー席は設置されないこととなっていた。2階席はラウンジとして利用される予定で、運賃は60万円～120万円程度とされていた。

## 就航予定路線
- デュッセルドルフ～東京/成田

デュッセルドルフは300社を超える日本企業が進出しているためビジネス需要が見込まれ、初就航路線に選定された。
2006年11月に作成した運航計画によると、
- デュッセルドルフ ～ 成田 ～ 上海

を週3便、2007年10月28日から運航する計画であった。

## 機材
- ボーイング747型機　2機をリース予定であった。

## その他
- 従業員募集において、嫌煙者、タバコ・アレルギーを持つ者に対しては募集していなかった。
- 以前から欧米間に同様の航空会社を設立する動きがあったが、FAA（米国連邦航空局）から認可が下りなかった。
- ミュンヘン～ハンブルク 間にSMINTrailとして鉄道を運行するため、ドイツ鉄道と協議していた。